# Jurassic World Evolution 2
Jurassic World Evolution 2 (с англ. — «Эволюция мира юрского периода 2») — компьютерная игра в жанре экономического симулятора, разработанная Frontier Developments для Xbox One, Xbox Series X/S, Windows, PlayStation 4, PlayStation 5, и выпущенная 9 ноября 2021 года. Игра основана на одноимённой серии фильмов, является продолжением первой части игры.

## Игровой процесс
Как и первая часть, Evolution 2 представляет собой бизнес-симулятор, в котором игрок строит тематический парк, воссоздающий атмосферу доисторических времён Юрского периода. В игре представлено более 75 видов доисторических существ, включая разнообразные виды динозавров, птерозавров и морских рептилий. Задача игроков — обустроить вольеры и лагуны, чтобы эти удивительные животные были доступны для обозрения посетителями. Здоровье и благополучие динозавров напрямую зависят от того, насколько хорошо удовлетворены их потребности в пище и среде обитания. В игре реализована динамическая система территорий, где животные сражаются друг с другом за ресурсы, если они живут в одной среде обитания.
Новый искусственный интеллект позволяет некоторым некрупным хищным динозаврам охотиться стаями и взаимодействовать с окружением гораздо более реалистично, чем в предыдущей части игры. Система создания ландшафта была полностью переработана. Теперь игрокам предстоит создавать разнообразные экосистемы, высаживая деревья и кустарники, чтобы обеспечить травоядных пищей.
Игрокам предстоит возводить разнообразные здания и нанимать ученых для проведения научных исследований и создания новых видов динозавров. Ученые, которых вы нанимаете, могут значительно улучшить ваш парк, но недовольные или перегруженные работой сотрудники могут саботировать ваши усилия, например, умышленно выпуская динозавров. Чтобы создать доисторическое животное, игроку необходимо сначала извлечь его ДНК из окаменелостей. Затем ДНК можно модифицировать, чтобы придать существу уникальные характеристики, например, иммунитет к определённым заболеваниям. Чтобы обеспечить благополучие динозавров, игрокам необходимо нанимать рейнджеров и ветеринаров. Эти специалисты будут следить за здоровьем животных и создавать для них комфортные условия обитания. Чтобы привлечь больше посетителей, игроки могут строить различные аттракционы, такие как гиросферы. Теперь гости смогут совершать захватывающие путешествия через несколько вольеров и наблюдать за динозаврами вблизи. Гости делятся на разные группы с разными интересами. Например, любителям природы больше нравится наблюдать за травоядными, в то время как авантюристам больше интересно наблюдать за плотоядными. Чтобы парк был комфортным для посетителей, необходимо построить различные удобства, такие как туалеты, магазины и рестораны. Игроки могут настраивать их дизайн с помощью различных модулей и декораций, создавая уникальные и привлекательные зоны.
В отличие от первой игры, действие которой разворачивается на вымышленном архипелаге Муэртес, Evolution 2 расширяет границы игрового мира, позволяя игрокам строить парки не только на островах, но и в разнообразных наземных биомах, таких как леса и пустыни. Масштаб карт в Evolution 2 существенно увеличен, позволяя создавать более обширные и разнообразные парки.

## Оценки
Согласно агрегатору обзоров Metacritic, игра получила «в целом положительные отзывы».
Ранние продажи игры на ПК оказались ниже, чем ожидалось, поскольку она вышла на той же неделе, что и несколько других громких проектов для ПК. Версии для домашних консолей были раскуплены, как и предполагалось, и в течение двух недель после релиза игру посетили около 500 000 игроков на всех платформах. Frontier ожидала, что в течение первого года игра принесет больше доходов, чем её предшественник, отчасти благодаря предстоящему релизу фильма «Мир юрского периода: Господство».